# Vörös hajnal (film, 1984)
A Vörös hajnal (eredeti cím: Red Dawn) 1984-ben bemutatott amerikai háborús akció-filmdráma, melyet saját és Kevin Reynolds forgatókönyvéből John Milius rendezett. A főbb szerepekben Patrick Swayze, Charlie Sheen, C. Thomas Howell, Lea Thompson, Jennifer Grey, Ben Johnson, Darren Dalton, Harry Dean Stanton, Ron O’Neal, William Smith és Powers Boothe látható.
Az Amerikai Egyesült Államokban 1984. augusztus 10-én mutatták be a mozikban. Bevételi szempontból jól teljesített, de vegyes kritikákat kapott. Ennek ellenére kultuszfilmmé vált és nagy hatást gyakorolt nem csak a populáris kultúrára, hanem későbbi valós fegyveres konfliktusokra is.
2012-ben készült el az azonos című remake-je, melyben Észak-Korea támadja meg az Államokat.

## Cselekmény
Az alternatív történelmi film szerint az 1980-as évekre az Amerikai Egyesült Államok egyre jobban elszigetelődött a világ többi részétől. Nyugat-Németországban egy zöld párt került hatalomra, Nyugat-Európában leszerelték a nukleáris fegyvereket, a NATO feloszlott. A Szovjetunió egy rossz gabonatermést követően megszállta Lengyelországot, így próbálva elkerülni az éhséglázadásokat. A szovjetek katonai szövetséget kötöttek Kubával és Nicaraguával, Salvador és Honduras is az államszocialista birodalom befolyása alá került, Mexikóban pedig kommunista államcsínyt hajtottak végre.
A coloradói Calumet városában egy középiskola tanulói szembesülnek egy szovjet invázióval. Néhányan, köztük Jed és Matt Eckert  testvérpár el tud menekülni az ejtőernyősök támadása elől. A szovjet-kubai-nicaraguai csapatok megszállják a várost. Jed, Matt és barátaik, Robert, Danny, Daryl és Arturo vidékre menekülnek, miután Robert apjának boltjából fegyvereket és ellátmányt szereznek. Pár hétnyi rejtőzködés után megtudják, hogy Mr. Eckert egy kommunista átnevelőtábor foglya. Meglátogatják és a kerítésen át beszélnek apjukkal, értesülve Mrs. Eckert haláláról. A férfi arra kéri a csapatot, bosszulják meg.
A fiúk elmennek a Mason családhoz, akiktől újabb halálesetről, Robert apjának kivégzéséről szereznek tudomást. Masonék megkérik őket, viseljék gondját unokáiknak, Toninak és Ericának. A középiskolás csapat elkezd gerilla-hadviselést folytatni a megszállók ellen, és iskolájuk kabalája után Rozsomák névre keresztelik magukat. Megtorlásképpen a szovjetek kivégzik Mr. Eckertet és Arturo apját, de a lázadókat ez nem tántorítja vissza. Maguk közé fogadnak egy USAF pilótát, Andrew Tannert, aki értékes információkat ad át nekik a háború állásáról: több amerikai nagyvárost nukleáris csapás semmisített meg, a Strategic Air Command kubai szabotőrök áldozatául esett, az ejtőernyős megszállókat pedig kereskedelmi repülőgépekről dobták le, előkészítendő a Mexikón és Alaszkán keresztül történő inváziót. Bár az ország nagy részét már megszállták, a Sziklás-hegység és a Mississippi folyó között létezik egy szabad terület. Nyugat-Európa kontinentális része semleges maradt, egyedül az Egyesült Királyság, valamint Kína  maradt az USA szövetségese – de harcászati szempontjából ők is tehetetlenek.
Tanner segít a Rozsomákoknak gerillaakciókat végrehajtani, ezzel egyre brutálisabb szankcióknak kitéve a civil lakosságot. A háború frontvonalán harcolva Tanner és Arturo is életét veszti a szovjetek és amerikaiak közti tankcsatában. Darylt a KGB tartóztatja le áruló apja miatt. Lenyeletnek vele egy nyomkövető eszközt és visszaküldik társaihoz. A szovjetek háromszögeléssel akadnak a gerillák nyomára, de ők egy megelőző rajtaütésben végeznek velük. Daryl bevallja az igazságot a többieknek és kegyelemért könyörög, de Robert agyonlövi.
A még életben lévő Rozsomákokra egy szovjet helikopterflotta támad rá, megölve Tonit és Robertet. Az Eckert fivérek megtámadják a calumeti megszállók táborát, elterelve a figyelmet és lehetőséget nyújtva Dannynek és Ericának a szökésre. A terv beválik, de Jed és Matt halálos sérüléseket szenved. Egy kubai ezredes, Ernesto Bella akad rájuk, de kiábrándulva a vérontásból és a szovjet ideológiából, futni hagyja őket. A testvérek egy utcai padon ülve, együtt vesztik életüket. Danny és Erica a hegyeken át elérik az amerikaiak által uralt területet.
A zárójelenetben egy emléktábla látható,  a háttérben egy lobogó amerikai zászlóval, utalva rá, hogy az USA nyerte meg a háborút. Az emlékmű felirata szerint:
A háború elején gerillák, többnyire gyerekek, írták fel halottaik neveit e sziklákra. Magányosan harcoltak és feláldozták életüket azért, "hogy e nemzet életben maradjon".

## Szereplők
| Szerep                                            | Színész            | Magyar hang            | Magyar hang     | Magyar hang        |
| Szerep                                            | Színész            | 1. szinkron            | 2. szinkron     | 3. szinkron (2007) |
| ------------------------------------------------- | ------------------ | ---------------------- | --------------- | ------------------ |
| Jed Eckert                                        | Patrick Swayze     | Bor Zoltán             |                 | Dányi Krisztián    |
| Robert Morris                                     | C. Thomas Howell   | Bartucz Attila         | Markovics Tamás |                    |
| Erica Mason                                       | Lea Thompson       | Dudás Eszter           |                 |                    |
| Matt Eckert                                       | Charlie Sheen      | Görög László           |                 | Szokol Péter       |
| Daryl Bates                                       | Darren Dalton      |                        |                 | Breyer Zoltán      |
| Toni Mason                                        | Jennifer Grey      |                        |                 |                    |
| Danny                                             | Brad Savage        | Zalán János            |                 |                    |
| Arturo "Aardvark" Mondragon                       | Doug Toby          | Szokol Péter           |                 |                    |
| Andrew Tanner alezredes, USAF                     | Powers Boothe      | Sinkovits-Vitay András |                 | Balázsi Gyula      |
| Jack Mason                                        | Ben Johnson        | Simon György           |                 | Garai Róbert       |
| Mrs. Mason                                        | Lois Kimbrell      | Kassai Ilona           |                 |                    |
| Tom Eckert                                        | Harry Dean Stanton | Orosz István           |                 |                    |
| Ernesto Bella ezredes (Kubai Forradalmi Hadsereg) | Ron O’Neal         |                        |                 | Bolla Róbert       |
| Strelnikov ezredes (Szpecnaz)                     | William Smith      | eredeti nyelven        | eredeti nyelven | eredeti nyelven    |
| Bratcsenkó tábornok (Szovjet Hadsereg)            | Vladek Sheybal     | eredeti nyelven        | eredeti nyelven | eredeti nyelven    |
| Mr. Teasdale                                      | Frank McRae        | Faragó József          |                 | Kiss Csaba         |
| Samuel Morris                                     | Roy Jenson         | Antal László           |                 | Seres Lajos        |
| Mr. Mondragon                                     | Pepe Serna         |                        |                 |                    |
| Bates polgármester                                | Lane Smith         | Balázsi Gyula          |                 | Török Sándor       |
| Stepan Gorsky őrmester                            | Radames Pera       |                        |                 |                    |
| Yuri                                              | Sam Slovick        |                        |                 |                    |
| nicaraguai százados                               | Judd Omen          | Imre István            |                 |                    |

## Fordítás
- Ez a szócikk részben vagy egészben  a   Red Dawn című angol Wikipédia-szócikk ezen változatának fordításán alapul.  Az eredeti cikk szerkesztőit annak laptörténete sorolja fel. Ez a jelzés csupán a megfogalmazás eredetét és a szerzői jogokat jelzi, nem szolgál a cikkben szereplő információk forrásmegjelöléseként.